# GG Близнецов
GG Близнецов (лат. GG Geminorum) — одиночная переменная звезда в созвездии Близнецов на расстоянии приблизительно 1 980 световых лет (около 607 парсек) от Солнца. Видимая звёздная величина звезды — от +13,3m до +11,9m.

## Характеристики
GG Близнецов — красная пульсирующая медленная неправильная переменная звезда (LB) спектрального класса M4. Эффективная температура — около 3298 К.